# Saint-Aubin-des-Landes
Saint-Aubin-des-Landes (en bretó Sant-Albin-al-Lann) és un municipi francès, situat a la regió de Bretanya, al departament d'Ille i Vilaine. L'any 2006 tenia 905 habitants.

## Demografia
| 1962                                       | 1968 | 1975 | 1982 | 1990 | 1999 |
| ------------------------------------------ | ---- | ---- | ---- | ---- | ---- |
| 503                                        | 506  | 515  | 636  | 723  | 871  |
| Des de 1962: població sense dobles comptes |      |      |      |      |      |

## Administració
| Període   | Identitat       | Partit |
| --------- | --------------- | ------ |
| 2001-2008 | Yves Gérard     |        |
| 2008-     | Janine Godeloup |        |